# Robert Dallek
Robert A. Dallek (né le 16 mai 1934) est un historien américain spécialisé dans les présidents des États-Unis, dont Franklin Delano Roosevelt, John Fitzgerald Kennedy, Lyndon B. Johnson et Richard Nixon. Il prend sa retraite en tant que professeur d'histoire à l'Université de Boston en 2004 et a auparavant enseigné à l'Université Columbia, à l'Université de Californie à Los Angeles (UCLA) et à l'Université d'Oxford. Il remporte le prix Bancroft pour son livre de 1979 Franklin Delano Roosevelt and American Foreign Policy, 1932-1945.

## Jeunesse
Né à Brooklyn, New York, Dallek est le fils de Rubin (un revendeur de machines commerciales) et d'Esther (Fisher) Dallek.
Dallek fréquente l'Université de l'Illinois et obtient un baccalauréat en histoire en juin 1955. Il fait des études supérieures à l'Université Columbia, obtenant une maîtrise en février 1957 et un doctorat en juin 1964. Tout en préparant son doctorat, il est professeur d'histoire à Columbia.
Il épouse Geraldine Kronmal (analyste des politiques de santé) le 22 août 1965.

## Carrière académique
De 1964 à 1994, Dallek passe du statut d'assistant à celui de professeur titulaire d'histoire au Département d'histoire de l'Université de Californie à Los Angeles (UCLA). De 1972 à 1974, il est vice-président du département. De 1981 à 1985, il est chercheur associé au Southern California Psychoanalytic Institute. En 1993, il est professeur invité au California Institute of Technology et, de 1994 à 1995, il est professeur Harold Vyvyan Harmsworth d'histoire américaine à l'Université d'Oxford, qui lui décerne en 1995 une maîtrise honorifique.
En 1996, Dallek est professeur invité à la LBJ School of Public Affairs de l'Université du Texas et professeur d'histoire à l'Université de Boston. De 2004 à 2005, il est Montgomery Fellow et professeur invité dans les départements d'histoire et de gouvernement du Dartmouth College.
Dallek est membre de la Society for Historians of American Foreign Relations.

## Une vie inachevée: John F. Kennedy, 1917-1963
En 2003, Dallek publie An Unfinished Life: John F. Kennedy, 1917-1963, la première biographie majeure de John Fitzgerald Kennedy en près de 40 ans. S'appuyant sur des ressources d'archives et un accès sans précédent à son dossier médical, il révèle sa lutte secrète contre des problèmes de santé majeurs ainsi que ses aventures amoureuses, le rôle de son père dans les coulisses, la nomination de son frère Robert Kennedy au poste de Procureur général et les spéculations sur ce que le président aurait fait de la Guerre du Viêt Nam s'il avait vécu.

## Nixon et Kissinger: partenaires au pouvoir
En 2007, Dallek publie Nixon and Kissinger: Partners in Power, qui prétend qu'ils étaient à la fois visionnaires et cyniques, dans le but d'expliquer les hauts et les bas de leur carrière diplomatique. "Les carrières de Nixon et de Kissinger reflètent à quel point de grandes réalisations et des actes répréhensibles publics peuvent naître de leur vie intérieure." Le livre est finaliste pour le prix Pulitzer d'histoire 2008.

## Travaux
- Democrat and Diplomat: The Life of William E. Dodd (New York : Oxford University Press, 1968) lire en ligne
- 1898: McKinley's Decision – The United States Declares War on Spain (New York : Chelsea House Publishers, 1969) lire en ligne
- The Roosevelt Diplomacy and World War II (New York : Holt, Rinehart et Winston, 1970) lire en ligne
- The Dynamics of World Power: Western Europe (avec Robert N. Burr et Walter LaFeber) (New York : Chelsea House Publishers, 1973) lire en ligne
- The Dynamics of World Power: A Documentary History of United States Foreign Policy, 1945-1973 (éd. Arthur Meier Schlesinger Jr., avec Robert N. Burr et Walter LaFeber) (New York : Chelsea House Publishers, 1973) lire en ligne
- Franklin D. Roosevelt and American Foreign Policy, 1932–1945 (New York : Oxford University Press, 1979) (Prix Bancroft) lire en ligne
- The American Style of Foreign Policy: Cultural Politics and Foreign Affairs (New York : Knopf, 1983) lire en ligne
- Ronald Reagan: The Politics of Symbolism  (Cambridge, MA : Harvard University Press, 1984, (ISBN 978-0-674-77941-9)) lire en ligne
- Lone Star Rising : Lyndon Johnson and his Times, 1908-1960 (New York : Oxford University Press, 1991) lire en ligne lire en ligne
- Franklin D. Roosevelt as World Leader: An Inaugural Lecture Delivered before the University of Oxford on 16 May 1995 (New York : Clarendon Press, 1995)
- Hail to the Chief: The Making and Unmaking of American Presidents (New York : Hyperion, 1996) lire en ligne
- Flawed Giant: Lyndon Johnson and his Times, 1961-1973 (New York : Oxford University Press, 1998) lire en ligne
- An Unfinished Life: John F. Kennedy, 1917–1963 (Boston : Little, Brown and Company, 2003)
- Lyndon B. Johnson : Portrait of a President (New York : Oxford University Press, 2004) lire en ligne
- Lessons from the Lives and Times of Presidents (Richmond, Virginie : Université de Richmond, 2004) lire en ligne
- Let Every Nation Know: John F. Kennedy in His Own Words (avec Terry Golway) (Naperville, IL : Sourcebooks, 2006) lire en ligne
- Nixon et Kissinger : Partners in Power (New York : HarperCollins, 2007) Revue dans le New York Times
- Harry S. Truman: The 33rd President, 1945-1953 (Times Books, 2008, (ISBN 978-0-8050-6938-9))
- The Lost Peace: Leadership in a Time of Horror and Hope 1945-1953 (HarperCollins, 2010, (ISBN 978-0-06-162866-5)) Revue aux Affaires étrangères
- Camelot's Court : Inside the Kennedy White House (New York : HarperCollins, 2013) Revue dans le Washington Post
- Franklin D. Roosevelt: A Political Life (New York : Viking, 2017, (ISBN 9780525427902))